# حمام کندلوس
حمام کندلوس مربوط به اواسط دوره قاجار است و در شهرستان نوشهر، بخش کجور، دهستان زانوس رستاق، روستای کندلوس واقع شده و این اثر در تاریخ ۲۶ اسفند ۱۳۸۶ با شمارهٔ ثبت ۲۱۹۷۶ به‌عنوان یکی از آثار ملی ایران به ثبت رسیده است.